# Cyprianus van Carthago

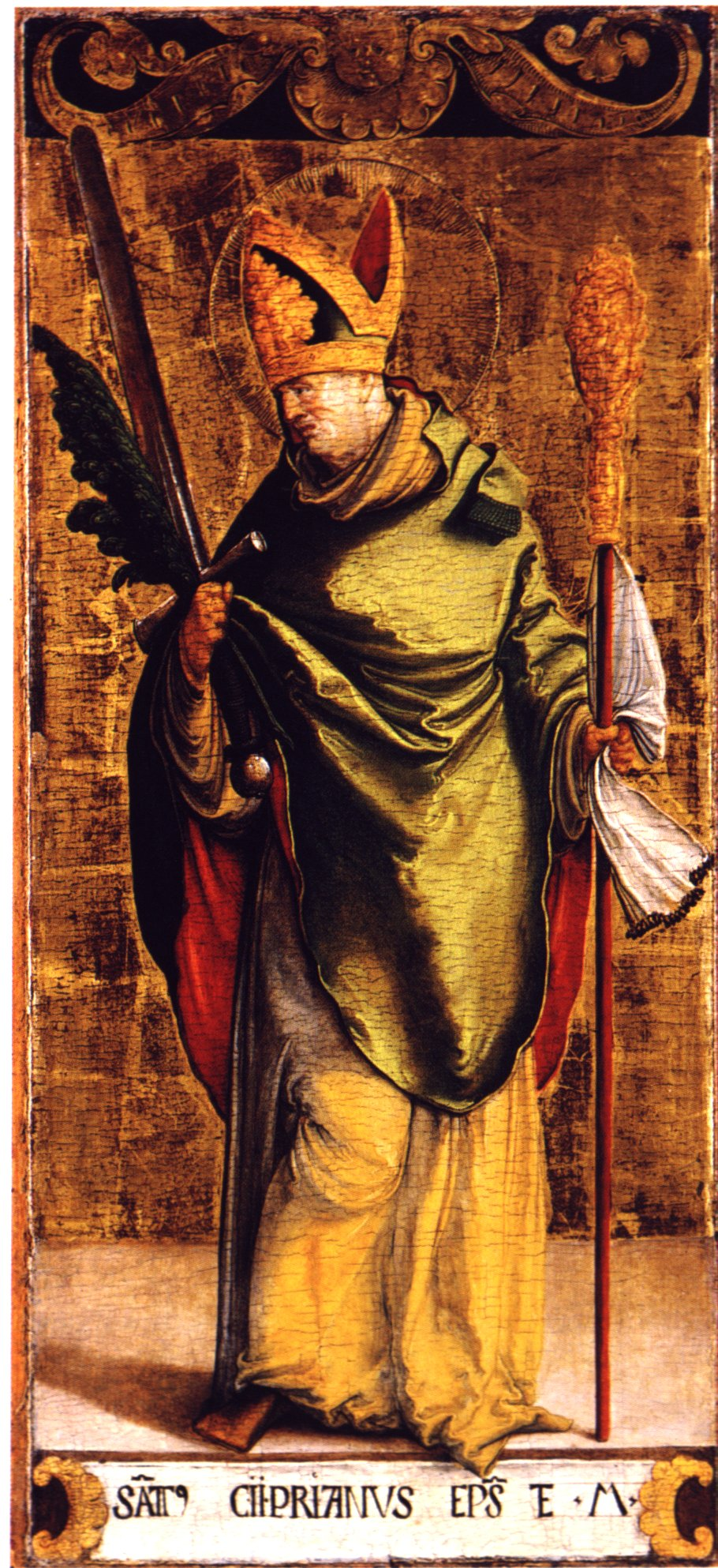

Cyprianus (voluit: Thascius Caecilius Cyprianus) was een belangrijke bisschop van Carthago en vroeg-christelijk schrijver uit de 3e eeuw. Hij was waarschijnlijk van rijke Punische of Berberse komaf en pas later in zijn leven bekeerd. Zijn feestdag als heilige is op 31 augustus in de Orthodoxe Kerk, 14 september in de Katholieke Kerk en 15 september in de Anglicaanse Kerk.

## Cyprianus als bisschop
Tussen juli 248 en april 259 werd hij met steun van de armen tot bisschop van Carthago benoemd. De presbyters waren echter tegen, omdat ze bang waren voor zijn macht. Nadat hij was gevlucht voor de christenvervolgingen nam zijn populariteit onder die groep nog verder af. Tijdens de toenmalige sedisvacatie werd er slecht over hem gesproken, maar hij zei dat zijn vlucht door God ingegeven was. Uiteindelijk stierf ook hij als martelaar. Arles, Lyon, Compiègne, Venetië en Roenay claimen zijn relikwieën te hebben. De abdij van Ninove werd hem toegewijd.

## Schisma van Carthago
Aangezien de strijd vooral in Carthago hevig was vielen veel mensen hier hun geloof af. Cyprianus weigerde deze zogenaamde lapsi weer aan te nemen. Daarop ontstond een schisma in Carthago, waarbij Felicissimus tot tegenbisschop gekozen werd. Cyprianus excommuniceerde hem, maar kon niet voorkomen dat zijn tegenstanders in aantal toenamen. Daarop stuurde hij een brief rond, met een traktaat (De lapsis), waarin hij zijn collega-bisschoppen vroeg zijn tegenstanders niet te steunen. Cyprianus' collega's sloten zich bij hem aan.
Ook besloot men dat zij die voor de keizer waren gezwicht na een zware straf weer konden deelnemen aan het geloof, maar dat zij die tot de heidense goden geofferd hadden dit niet konden, behalve op hun sterfbed. Mensen met een functie binnen de kerk konden in geen geval meer hun functie terugkrijgen.
Cyprianus' tegenstanders kozen een nieuwe tegenbisschop, Felicianus. Maar vanwege het schisma in Rome, waarbij tegenpaus Novatianus gekozen werd, werd weer een andere tegenbisschop benoemd, namelijk Maximus. Door zijn duidelijk en eerlijk beleid bleef Cyprianus echter ferm in het zadel, waardoor de tegenstand tegen hem snel verzwakte.

## Schisma van Cyprianus
Er volgde echter nog een schisma. Ditmaal verzette Cyprianus zich tegen de ketterdoop en tegen paus Stephanus I. Deze ketterdoop, de mogelijkheid voor ketters om elkaar te dopen, werd binnen de Kerk toegestaan. Cyprianus was echter van mening dat alleen christenen een ketter konden dopen. Ook zij die tijdelijk hun geloof afgevallen waren, vielen volgens de paus onder deze regeling. Cyprianus weigerde ze echter te dopen.
De meeste Noord-Afrikaanse en oosterse bisschoppen stonden achter hem. Daardoor ontstond een grote tweedeling binnen de Kerk. Toen Cyprianus ook weigerde te gehoorzamen aan de bisschop van Rome, werd hij mogelijkerwijs geëxcommuniceerd. Uiteindelijk werd hij weer in gratie aangenomen.

## Cyprianus als schrijver
Hoewel een belangrijk persoon in de vroege Kerk, is Cyprianus geen belangrijk schrijver. Veel van zijn werken zijn erg gestoeld op die van zijn voorgangers.
- Epistola ad Donatum de gratia Dei (Brief aan Donatus over de Gratie Gods)
- De idolorum vanitate (Over de ijdelheid der afgoden)
- Testimoniorum adversus Judaeos (Getuigenissen tegen de Joden, 3 delen)
- De lapsis (Over die christenen die zwichtten)
- De exhortatione martyrii (Over de aanmoediging aan de martelaren)
- De bono patientiae (Over de deugd van het geduld)
- De oratione Dominica (Over het gebed des Heren)
- De catolicae ecclesiae unitate (Over de eenheid van de katholieke kerk)
- De spectaculis (Over het volksvermaak)
- De bono pudicitiae (Over de deugd der kuisheid)
- De laude martyrii (Over de lof der martelaren)

Ten onrechte aan Cyprianus toegeschreven:
- De montibus Sina et Sion (Over de bergen Sina en Sion)

Naar hem is de Pest van Cyprianus genoemd.

## Trivia
- Een bekend citaat van Cyprianus is: 'Wie de Kerk niet als moeder heeft, kan God niet als vader hebben'.

## In Nederlandse vertaling
- Cyprianus, Eenheid en eensgezindheid. 81 brieven en 2 traktaten, vert. Chris Tazelaar, 2013. ISBN 9789460360763 (correspondentie, De lapsis en De ecclesiae catholicae unitate)
- "Over de afvalligen", vert. Stefaan Watté, in: J. Hermans, Kerkvaders en sacramenten, vol. III, 1983, p. 107-135. ISBN 9789065973115 (De lapsis)
- Tertullianus en Cyprianus, Het gebed des Heren. Verhandelingen over het Onze Vader, vertaald en ingeleid door Pieter Steur, Brugge-Utrecht, DDB, 1964, p. 47-75 (De dominica oratione)
- Thascius Caecilius Cyprianus, Keuze uit zijn geschriften, ingeleid en vertaald door W.H. Beekenkamp, Amsterdam, Holland, 1951 (Het gebed des Heren, De eenheid van de Kerk, Brieven)
- Thascius Caecilius Cyprianus, Over de sterfte. Over sterfelijkheid en pest, 2023. ISBN 9789403716473  (De mortalitate)
- Thascius Caecilius Cyprianus, Stervensnood, ingeleid en vertaald door E. Dekkers, Brugge-Brussel, Kinkhoren, 1945, 42 p. (De mortalitate)